# 大友康夫
大友 康夫（おおとも やすお、1946年3月24日 - 2020年10月6日）は日本の絵本作家。埼玉県秩父生まれ。セツ・モードセミナー出身。東京都在住。

## 経歴
中学生の頃から不登校だった。ファッションモデルや役者、マグロ仲卸見習、運送屋、運転手などの様々な職業を経て、我が子の持ってきた『ぐりとぐら』に触発されて絵本を描き始める。3年かかって第一作品『あらいぐまとねずみたち』（こどものとも217号、1974年）を刊行した。この作品をきっかけに渡辺茂男と出会い、渡辺が文章を担当し、大友が絵を描き後に「くまくんの絵本」シリーズとなる『どうすればいいのかな？』は1977年に刊行された。
2011年にはJRの車掌として勤務した経験のある竹村宣治と『いちばんでんしゃのしゃしょうさん』を出版、竹村との作品はほかに『いちばんでんしゃの うんてんし』（2013年）がある。

## 主な作品
- 『あらいぐまとねずみたち』（初出「こどものとも」217号、1974年　絵本1977年）
- 『ざりがにのおうさま　まっかちん』（福音館書店　1991年）
- 『ぼくのママが生まれた島セブ フィリピン』（福音館書店　2010年）なとりちづと共著。
- 『いちばんでんしゃのしゃしょうさん』（福音館書店　2011年）竹村宣治（たけむらせんじ）文。
- 『ぼくのママはうんてんし』（福音館書店　2012年）

### くまくんの絵本
福音館書店から刊行。文は渡辺茂男による。
- 『どうすればいいのかな?』「年少版こどものとも」1号（1977年）、絵本1980年
- 『いただきまあす』「年少版こどものとも」14号（1978年）、絵本1980年
- 『こんにちは』「年少版こどものとも」27号（1979年）、絵本1980年
- 『よういどん』「年少版こどものとも」42号（1980年）、絵本1986年
- 『どろんこどろんこ!』「年少版こどものとも」49号（1981年）、絵本1983年
- 『ぼくうんてんできるんだ!』「年少版こどものとも」58号（1982年）、絵本1983年
- 『ぼくおうちをつくるんだ!』「年少版こどものとも」67号（1982年）、絵本1984年
- 『いってきまあす』「年少版こどものとも」76号（1983年）、絵本1984年
- 『おとうさんあそぼう』「年少版こどものとも」86号（1984年）、絵本1986年
- 『おふろだ、おふろだ!』「年少版こどものとも」100号（1985年）、絵本1986年

### くまたくんの絵本
あかね書房から刊行。文は渡辺茂男による。
- 『ぼくパトカーにのったんだ』1979年
- 『ぼくおよげるんだ』1979年
- 『アイスクリームがふってきた』1979年
- 『ぼくまいごになったんだ』1980年
- 『くまたくんのおるすばん』1980年
- 『ぼくしんかんせんにのったんだ』1981年
- 『ぼくキャンプにいったんだ』1981年
- 『ぼくひこうきにのったんだ』1986年
- 『くまたくいんちのじどうしゃ』1986年
- 『ぼくじてんしゃにのれるんだ』1989年